# Казарян, Саркис Ваагнович
Саркис Ваганович Казарян (арм. Սարգիս Վահագնի Ղազարյան; род. 19 июля 1978, Кировакан, Гугаркский район) — армянский дипломат, посол Армении в Италии (2013—2016).

## Биография
Родился 19 июля 1978 года в Кировакане (сейчас Ванадзор), Армянская ССР. В 1991—1996 обучался в бакалавриате армянского колледжа Мурад-Рафаелян в Венеции.
В 1996—2001 годах обучался в магистратуре Горицкой школы международных отношений и дипломатии Университета Триеста. В 2003—2006 годах проходил аспирантуру по политической географии и геополитике в Университете Триеста, проводил исследования на тему «Отношения ЕС и Кавказа: динамика безопасности и модели теории режимов региональной безопасности».
В 2005—2006 годах руководил проектами Европейской комиссии по коммуникации и повышению осведомлённости о политике ЕС в отношении молодежи в Триесте.
В 2006—2009 годах являлся аспирантом-исследователем в области европейской внешней политики и политики безопасности на факультете политических наук в Университете Триеста, в том числе в 2006—2007 годах преподавал геополитику в Горицкой школе международных отношений и дипломатии.
В 2007—2008 годах являлся младшим научным сотрудником Европейского фонда за демократию в Брюсселе.
В 2008 году являлся научным сотрудником по общей энергетической политике Европы и её восточному измерению в Институте Жака Маритена в Триесте.
В 2009—2013 годах являлся старшим научным сотрудником организации «Европейские друзья Армении» в Брюсселе.
В 2013—2016 годах являлся послом Армении в Италии и, по совместительству, в Сан-Марино. В 2014—2016 годах по совместительству являлся послом Армении на Мальте и в Хорватии. В 2015—2016 годах по совместительству являлся послом Армении в Словении.
Знает английский, армянский, итальянский, русский и французский языки. Не состоит в браке.